# Mečovka Montezumova
Mečovka Montezumova, další český název: halančík mečovitý montezumský, (latinsky: Xiphophorus montezumae, slovensky: Mečún Montezumov, anglicky: Montezuma swordtail). Rybu poprvé popsali v roce 1899 dva ichtyologové: D.S. Jordan a J.O. Snyder.

## Popis
Ryba má lesklé, lehce nazelenalé tělo s malými černými skvrnkami. Samice dorůstá velikost až 7,5 cm, je plnější v břišní části a má ocasní ploutev bez mečovitého výrůstku. Samec je o polovinu menší, na spodní části ocasní ploutve krátký má mečovitý výrůstek. Pohlaví ryb je snadno rozeznatelné: samci mají pohlavní orgán gonopodium, samice klasickou řitní ploutev. Jedná se o klidnou, mírumilovnou, společenskou rybu. Samci mezi sebou svádějí souboje o samice.

## Biotop
Biotopem ryby je střední Amerika. Pochází z povodí řeky Pánuco v severovýchodním Mexiku ze států: Tamaulipas, San Luis Potosí a Veracruz. Často se vyskytují v rychle tekoucích řekách.

## Chov v akváriu
- Chov ryby: Jedná se o velmi čilou rybu. vyžaduje prostor pro plavání, samci se často prohánějí a v malém prostoru může dojít k ubití slabšího samce. Chová se v poměru 1:3 samců na samice. Je vhodná nádrž s dostatkem rostlin a úkrytů, aby se samice mohla schovat před neustále dotírajícím samcem. Je to celkově nenáročná rybka, vhodná pro začínající akvaristy. Ryba je náročná na čistotu akvária a pravidelnou výměnu vody, je vhodné zajistit silnější proudění vody z filtru. Špatné podmínky v nádrži vedou k tomu, že potěr umírá dříve, než dosáhne dospělosti. Přes léto je možné ryby chovat ve venkovních nádržích (jezírka, koupací nádrže). Ryba se dožívá 3 let, samci žijí kratší dobu.[4][9]
- Teplota vody: Doporučuje se teplota v rozmezí 20–26°C,[4]
- Kyselost vody: od 7,0–8,0 pH.[4]
- Tvrdost vody: 5–18°dGH[4]
- Krmení: Jedná se o všežravou rybu, přijímá tedy umělé vločkové krmivo, mražené krmivo, drobné živé krmivo (nítěnky, plankton), rostlinnou potravu, řasy.[4]
- Rozmnožování: Rybu chováme v hejnu 6 a více kusů s převahou samic. Březí samice se pozná podle skvrny březosti, což je tmavá skvrna na koncové části břicha, před řitní ploutví. Doba březosti je 4–6 týdnů. Z jednoho vrhu může být až 40–150 mladých ryb. Potěr je vhodné odlovit od rodičů, ev. mít velmi hustě zarostlou nádrž. Samice může mít mladé co 7 týdnů. Ryba má sklon k mezidruhovému křížení, které může znehodnotit chov.[4][9]

## Galerie

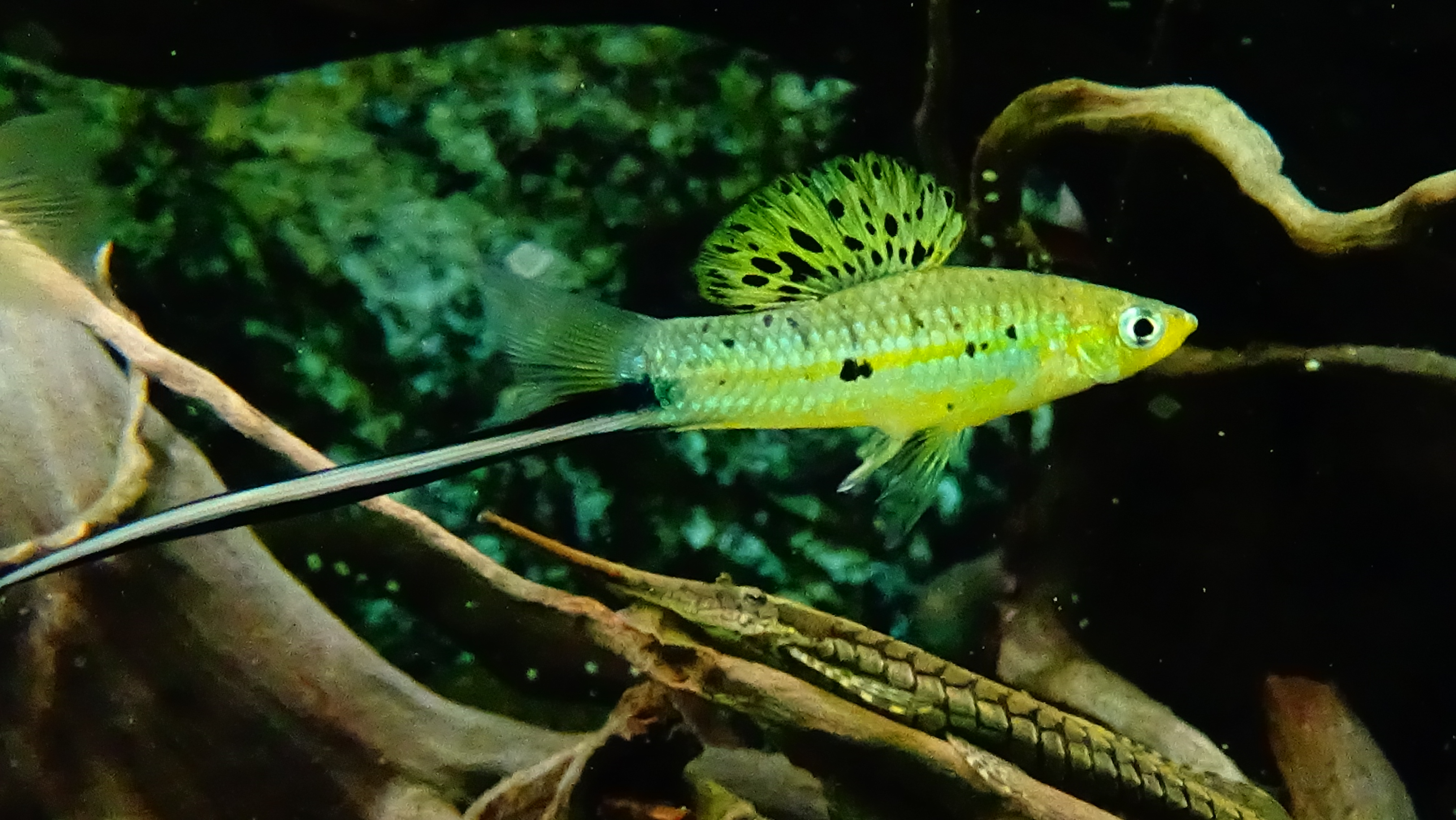
Xiphophorus montezumae, samec
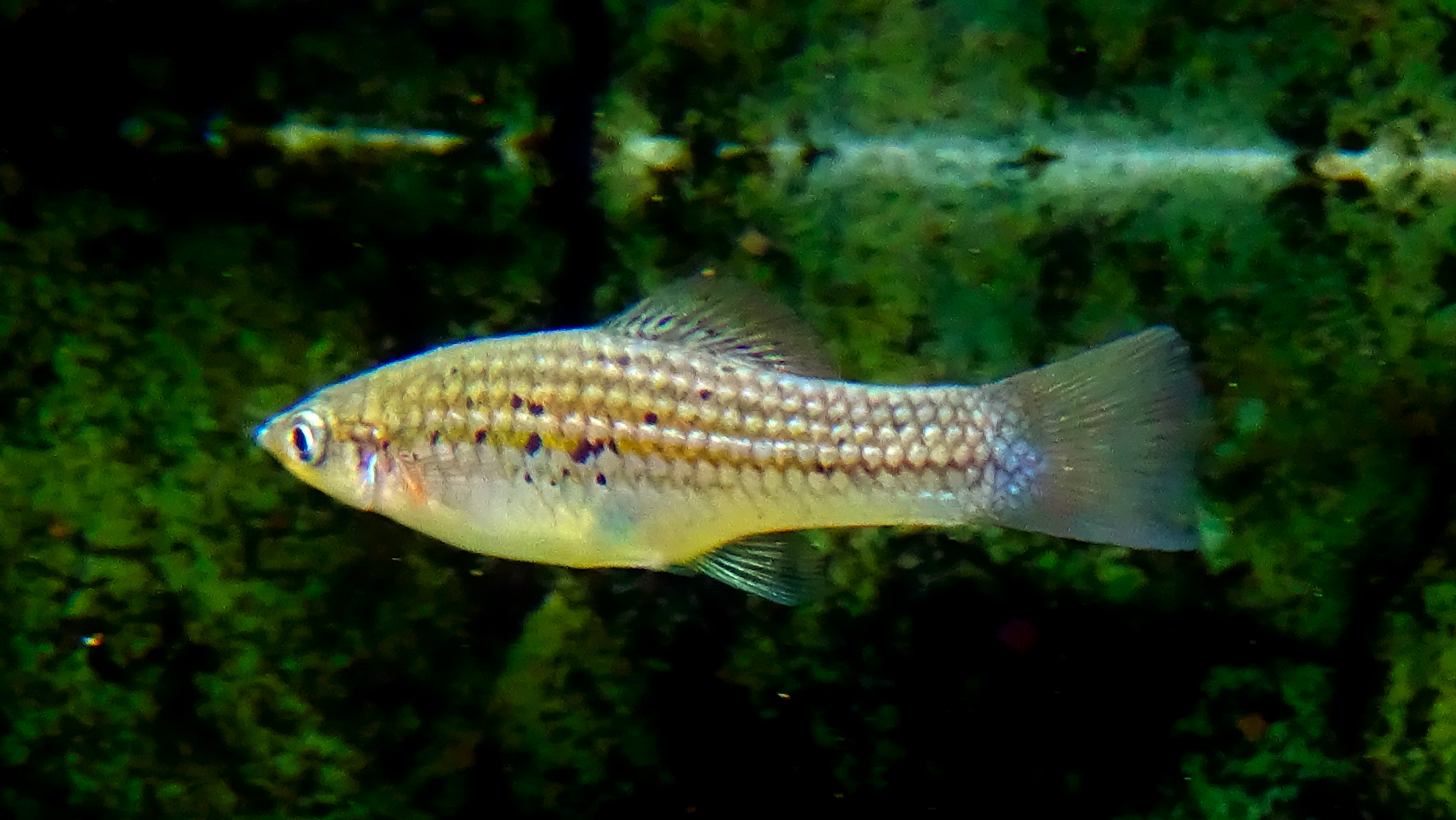
Xiphophorus montezumae, samice
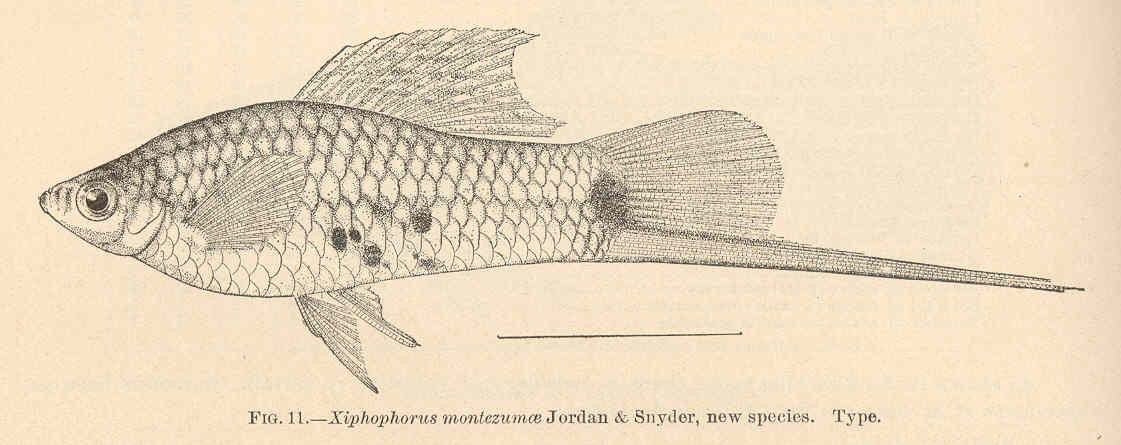
Xiphophorus montezumae, nákres dle Jordan & Snyder